# イーラーム州
イーラーム州（イーラームしゅう、ペルシア語: استان ایلام, ラテン文字転写: Ostān-e Īlām）はイランの州（オスターン）。国土の南西部、イラクとの国境に位置する。州都はイーラーム。面積は19,086km²、管下にイーラーム、メフラーン、デフロラーン、ダッレ・シャフル、シールワーン・チャルダーヴォル、アイヴァーン、アーブダーナーンの各市（シャフル）がある。周囲は南でフーゼスターン州、東にロレスターン州、北にケルマーンシャー州があり、西では425kmにわたってイラクとの国境線を形成する。人口は580,158人（2016年国勢調査）。

## 地理・気候
イーラーム州はイランでも温暖な地域にあたるが、北部、北東部の山岳地帯は比較的冷涼である。年間平均降水量は578mm。1996年の最高気温は8月中の38度、最低気温は2月に記録した0.4度である。冬の凍結が見られるのは27日間である。イーラーム州の最高点はザーグロス山脈のカビール山脈（Kuh-e Warzarin山）2790m。
イランの他地域同様、住民はクルド、アラブ、ロルなどの複数民族からなり、アラブやロルはほとんどが南部に住む。
| イーラーム (1967～2005)の気候             | イーラーム (1967～2005)の気候 | イーラーム (1967～2005)の気候 | イーラーム (1967～2005)の気候 | イーラーム (1967～2005)の気候 | イーラーム (1967～2005)の気候 | イーラーム (1967～2005)の気候 | イーラーム (1967～2005)の気候 | イーラーム (1967～2005)の気候 | イーラーム (1967～2005)の気候 | イーラーム (1967～2005)の気候 | イーラーム (1967～2005)の気候 | イーラーム (1967～2005)の気候 | イーラーム (1967～2005)の気候 |
| 月                                        | 1月                           | 2月                           | 3月                           | 4月                           | 5月                           | 6月                           | 7月                           | 8月                           | 9月                           | 10月                          | 11月                          | 12月                          | 年                            |
| ----------------------------------------- | ----------------------------- | ----------------------------- | ----------------------------- | ----------------------------- | ----------------------------- | ----------------------------- | ----------------------------- | ----------------------------- | ----------------------------- | ----------------------------- | ----------------------------- | ----------------------------- | ----------------------------- |
| 最高気温記録 °C （°F）                    | 23.1 (73.6)                   | 21.0 (69.8)                   | 25.0 (77)                     | 30.2 (86.4)                   | 37.5 (99.5)                   | 40.0 (104)                    | 43.0 (109.4)                  | 47.0 (116.6)                  | 40.0 (104)                    | 35.2 (95.4)                   | 32.0 (89.6)                   | 27.5 (81.5)                   | 47.0 (116.6)                  |
| 平均最高気温 °C （°F）                    | 9.0 (48.2)                    | 10.2 (50.4)                   | 14.0 (57.2)                   | 19.8 (67.6)                   | 26.3 (79.3)                   | 32.4 (90.3)                   | 35.8 (96.4)                   | 35.3 (95.5)                   | 31.6 (88.9)                   | 24.9 (76.8)                   | 17.1 (62.8)                   | 11.7 (53.1)                   | 22.4 (72.3)                   |
| 平均最低気温 °C （°F）                    | −0.3 (31.5)                   | 0.6 (33.1)                    | 3.7 (38.7)                    | 8.6 (47.5)                    | 13.8 (56.8)                   | 18.1 (64.6)                   | 21.2 (70.2)                   | 20.8 (69.4)                   | 17.3 (63.1)                   | 12.3 (54.1)                   | 6.3 (43.3)                    | 1.9 (35.4)                    | 10.4 (50.7)                   |
| 最低気温記録 °C （°F）                    | −14 (7)                       | −15 (5)                       | −11 (12)                      | −3 (27)                       | 3.0 (37.4)                    | 7.0 (44.6)                    | 8.0 (46.4)                    | 8.0 (46.4)                    | 7.5 (45.5)                    | 1.9 (35.4)                    | −6.2 (20.8)                   | −12 (10)                      | −15 (5)                       |
| 降水量 mm （inch）                        | 117.5 (4.626)                 | 103.9 (4.091)                 | 123.1 (4.846)                 | 70.1 (2.76)                   | 26.1 (1.028)                  | 0.5 (0.02)                    | 0.6 (0.024)                   | 0.3 (0.012)                   | 1.1 (0.043)                   | 26.2 (1.031)                  | 80.3 (3.161)                  | 94.8 (3.732)                  | 644.5 (25.374)                |
| 平均降水日数 （≥1.0 mm）                  | 9                             | 8                             | 10                            | 7                             | 4                             | 0                             | 0                             | 0                             | 0                             | 3                             | 6                             | 8                             | 55                            |
| % 湿度                                    | 66                            | 62                            | 57                            | 49                            | 38                            | 27                            | 25                            | 25                            | 26                            | 38                            | 51                            | 61                            | 44                            |
| 出典：Iranian Meteorological Organization |                               |                               |                               |                               |                               |                               |                               |                               |                               |                               |                               |                               |                               |

## 歴史
考古学的には約6000年前からイーラームには人が住んでいたと思われる。史料によるとイーラームはエラムの一地域であった。エラムおよびバビロニアの碑文銘などでは、イーラームは「アラムト」や「アラム」と呼ばれ、「山岳」あるいは「日出ずる国」の意である。その後はハカーマニシュ朝（アカイメネス朝）に属した。州内およびロレスターン州で発掘されるサーサーン朝期の多数の遺跡の存在は、当時のこの地域の重要性を示している。
11世紀後半から13世紀にかけてはクルドによる支配を受けた。
1930年、国土の再区分によりケルマーンシャーの地域の一部となり、その後分州されてイーラーム州となった。イーラームにはさまざまな点で部族社会の名残があるが、1980年代以降、部族的あり方は大幅に変容している。

## 今日のイーラーム州
イラン・イラク戦争で大打撃を受け、イラク軍の激しい爆撃により経済的インフラストラクチャーのほとんどが破壊された。イーラームはこれによりイランでも発展の遅れた地域となっている。2003年現在、イーラーム州の失業率は19. 9%に達する。
1990年代後半以降、中央政府は産業発展を期してイーラームに投資をはじめ、日本の援助による石油産業関連施設も建設された。イラン文化遺産協会に174ヵ所が登録される観光セクターも期待されているが、まだ整備は整っていない状況にある。

### 高等教育機関
1. イーラーム医科大学
2. イーラーム大学
3. イスラーム自由大学イーラーム

### 景勝・旧跡
- イマームザーデ：中世以来の廟が数多く点在する。イマームザーデ・アリー・サーレフ、イマームザーデ・セイイェド・アーベド、イマームザーデ・セイイェド・アクバル、イマームザーデ・セイイェド・ファフロッディーン、イマームザーデ・セイイェド・ナーセロッディーン、イマームザーデ・イブラーヒーム、イマームザーデ・アッバース、イマームザーデ・アブドッラー、イマームザーデ・ピール・モハンマド、イマームザーデ・バーバー・セイフォッディーン、イマームザーデ・メフディー・サーレフ、イマームザーデ・イブラーヒーム・ゲタール、イマームザーデ・セイイェド・ハサン、イマームザーデ・セイイェド・サラーヘッディーン・モハンマド、イマームザーデ・ハーッジ・バフティヤール、イマームザーデ・ハーッジ・ハーゼル、イマームザーデ・ジャビール
- ゾロアスター教神殿（総数10）：サーサーン朝期からのもの。現在は廃墟。スィヤーフゴル・イーワーン、チャハール・タギー（在ダッレ・シャフル）
- 城塞（総数90）：ガルエ・ワリー（ガージャール朝）、ポシュト・ガルエ・チョウル、ガルエ・パーゲラ・チェキャルブーリー・ガルエ・ファラーハーティー（ガージャール朝）、シヤーグ城塞（在デフロラーン、サーサーン朝）、イスマーイール・ハーン城塞、サーム城塞（アルサケス朝後期）、プール・アシュラーフ城塞、ミール・ゴラーム・ハーシェミー・ガルエ、ポシュト・ガルエ・アーバダーナーン（サーサーン朝）、コンジャーチャーム城塞、シーリーン・ファルハード・イーワーン（在メフラーン、アルサケス朝）、ヘザール・ダル城塞（サーサーン朝）、シェイフ・マーカーン城塞（サーサーン朝）、ゼイナル城塞
- サーサーン朝期の古橋（総数5）
- サーサーン朝期など古代からの遺跡（テッペなど。総数224）
- 古代のレリーフ（総数8）
- 古代集住地遺跡（総数22）
- 泉、洞窟、生態保護区（3）、州立公園など